# Relations entre l'Allemagne et la Roumanie
Les relations diplomatiques entre l'Allemagne et la Roumanie débutent en 1880, lorsque, à la suite du Congrès de Berlin, l'Empire allemand reconnaît l'indépendance de la Principauté roumaine.
La Roumanie a rejoint les puissances de l'Axe en novembre 1940, mais après le coup d'État du roi Michel d'août 1944, elle a changé de camp et a combattu côte à côte avec les Soviétiques jusqu'à ce que l'Armée rouge atteigne Berlin. Entre 1967 et 1989, l'Allemagne a investi environ un milliard de marks allemands pour racheter les Allemands de Roumanie, permettant à un total de 226 654 Allemands de quitter la Roumanie communiste.
Il existe une école internationale allemande à Bucarest, la Deutsche Schule Bukarest. La Roumanie a l'Institut Culturel Roumain "Titu Maiorescu" à Berlin.

## Missions diplomatiques résidentes

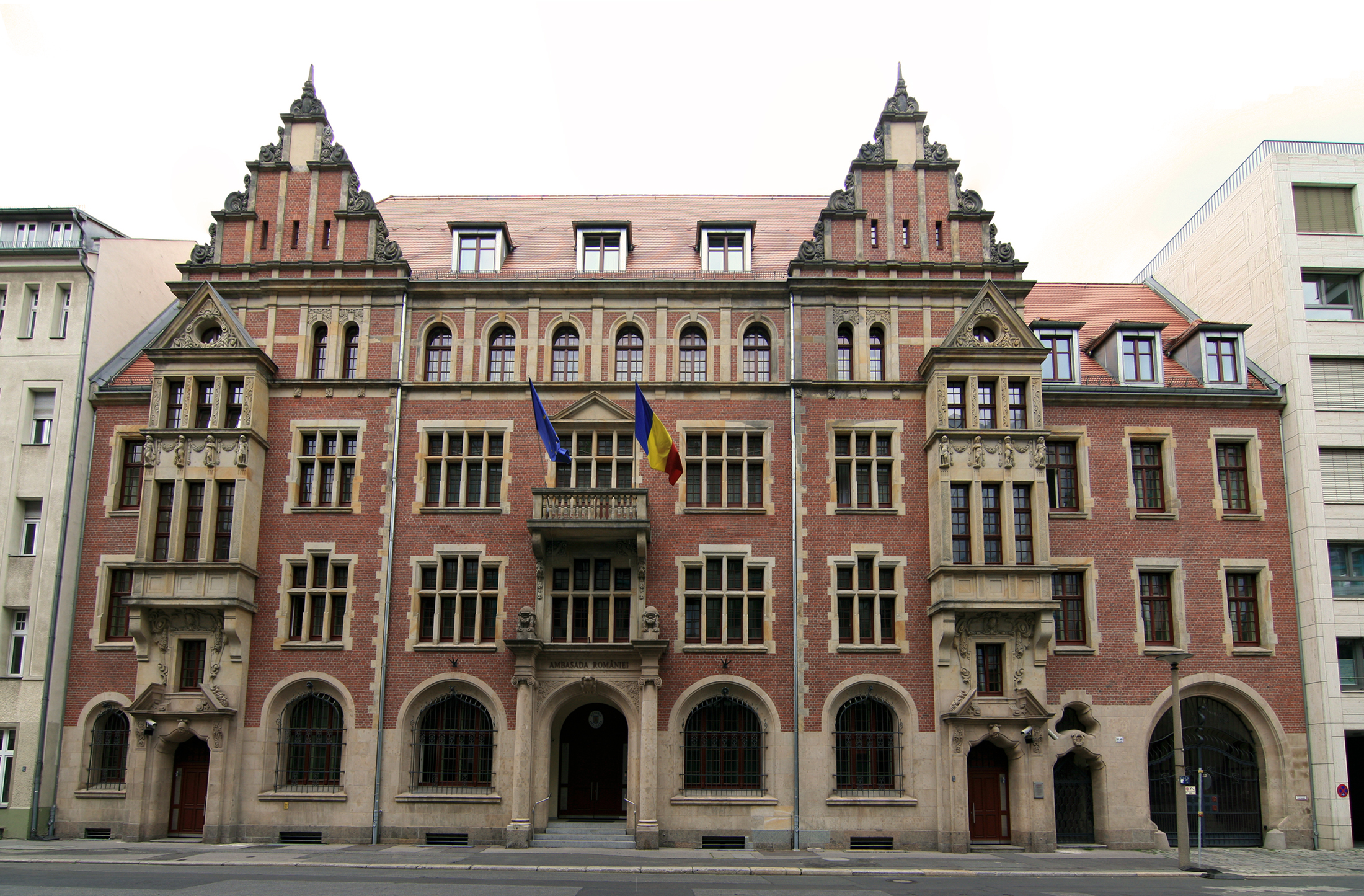
Ambassade de Roumanie à Berlin

- L'Allemagne a une ambassade à Bucarest et des consulats généraux à Sibiu et Timișoara.
- La Roumanie a une ambassade à Berlin et des consulats généraux à Bonn, Munich et Stuttgart.